# Leonard Seyd
Leonard Seyd (* 18. April 2004 in Hamburg) ist ein deutscher Schauspieler.

## Leben
Seyds erster Film war Rettet Raffi!, in dem er als Double des Hauptdarstellers auftrat. Seinen Durchbruch schaffte er 2015 in Nussknacker und Mausekönig, bei dem er die Hauptrolle des Fritz verkörperte. Der Science-Fiction-Kurzspielfilm Guardian ist sein erster Film in englischer Sprache, in dem er Eli, eine künstliche Intelligenz, spielt.

## Filmografie
- 2015: Rettet Raffi! (als Double)
- 2015: Notruf Hafenkante
- 2015: Nussknacker und Mausekönig (Hauptrolle)
- 2016–2019: Neues aus Büttenwarder, Folgen 72, 76, 82 und 87 Rolle: Manuel
- 2017: Guardian (Eli)
- 2020: Die Küstenpiloten (Fernsehserie)